# Kanon Biblii
Kanon (gr. κανών – „reguła postępowania”) – zbiór lub spis ksiąg uznanych za autentyczne i natchnione Pismo Święte (Biblię). Ustalenie kanonu jest ściśle związane z uznaniem Biblii i jej poszczególnych części za dzieło powstałe z inspiracji Boga.
Kościół katolicki dogmatyczne orzeczenie na temat kanonu przyjął na Soborze trydenckim 8 kwietnia 1546 roku. W katolicyzmie i prawosławiu oprócz ksiąg uznawanych za natchnione w judaizmie do kanonu w zakresie Starego Testamentu dołączono również niektóre księgi wchodzące w skład Septuaginty. Natomiast protestantyzm w Starym Testamencie za natchnione uznaje jedynie 39 ksiąg Biblii hebrajskiej (24 lub 22 według podziału żydowskiego) zaakceptowanych przez judaizm.

## Kanon Biblii we wczesnym judaizmie
Istnieją rozbieżności w opiniach co do tego, kiedy ostatecznie ukształtował się żydowski kanon świętych pism. Talmudysta Louis Ginzberg w swoim dziele nawiązującym do tekstu Biblii i zatytułowanym „Legendy żydowskie” uważał, że kanon Biblii hebrajskiej składający się z 24 ksiąg został ustalony przez Ezdrasza oraz uczonych w Piśmie w okresie Drugiej Świątyni. Przyjmowano również koncepcję istnienia dwóch różnych „kanonów” – zbioru pism używanych przez Żydów jerozolimskich (kanonu palestyńskiego) oraz dla Diaspory – Żydów na emigracji (kanonu aleksandryjskiego). Rozróżnienie takie powstało jako wynik teorii zaproponowanej w 1719 roku przez redaktora jednego z wydań Septuaginty, Francisa Lee.
Teoria dwóch kanonów była dalej rozwijana m.in. dzięki pracom katolickiego uczonego Franza Karla Moversa. Według niej hipotetyczny kanon aleksandryjski miał być obszerniejszy, gdyż miał zawierać księgi napisane specjalnie dla Diaspory. Za definicję kanonu aleksandryjskiego teoria przyjmuje Septuagintę, a ściślej – te jej księgi, które ostatecznie znalazły się w Wulgacie Hieronima ze Strydonu. Księgi, które miały należeć tylko do kanonu aleksandryjskiego nazwano w XVI w. w katolicyzmie deuterokanonicznymi, a w protestantyzmie apokryfami. Obecnie przeważa pogląd, że wyraźny podział na kanon palestyński i kanon aleksandryjski nigdy nie istniał i wspomniane terminy nie są używane.

## Kanon hebrajski
Istnieje wiele opinii co do tego, kiedy ukształtował się ostatecznie kanon hebrajski. Tradycja żydowska przekazywała pogląd, że kanon Biblii hebrajskiej został ustalony w czasach Ezdrasza. Niektórzy badacze umieszczają tę datę na II w. p.n.e., a jeszcze inni przesuwają ten okres nawet na drugie stulecie naszej ery. Według jednej z opinii takie ustalenie odbyło się między rokiem 87 i 114 po Chrystusie podczas domniemanego synodu w Jamni, na którym Żydzi mieliby ustalić kanon nazwany hebrajskim. Zdaniem Alexandra Dubrau pogląd taki jest od lat 70. XX wieku powszechnie odrzucany. Na dobór ksiąg według tej teorii miały wpływ następujące czynniki:
- Niedawno zakończona wojna z Rzymem, gdzie doszło do zburzenia Jerozolimy – z tego powodu odrzucono Księgi Machabejskie, gdyż Machabeusze zawarli sojusz z Rzymem;
- Rosnący wpływ chrześcijaństwa – chrześcijaństwo używało kanonu aleksandryjskiego, dlatego zwrócono się w stronę kanonu palestyńskiego, aby odróżnić się od chrześcijan;
- Kwestie doktrynalne – różne czynniki zadecydowały, że za kanoniczną uważano Pieśń nad pieśniami a odrzucano Mądrość Syracha.

Kanon hebrajski składa się obecnie z 24 ksiąg, które tworzą 39 ksiąg protestanckiego Starego Testamentu. Różnica w liczbie wynika z późniejszego podziału niektórych długich ksiąg na krótsze. Był on później dyskutowany, przez co obecnie nie należy do niego Mądrość Syracha, a należy Pieśń nad Pieśniami.
Kanon hebrajski dzieli się na trzy części:
- Prawo (Pentateuch) – Torah (תּוֹרָה) – (Pięcioksiąg Mojżesza)

1. Księga Rodzaju – Bereszit (בראשית) Na początku
2. Księga Wyjścia – Szemot (שמות) Imiona
3. Księga Kapłańska – Wajikra (ויקרא) Zawołał
4. Księga Liczb – Bamidbar (במדבר) Na pustyni
5. Księga Powtórzonego Prawa – Debarim (דברים) Słowa
- Prorocy (Prophetae) – Newiim (נביאים)

Prorocy dawniejsi:
6. Księga Jozuego – Jehoszua (יהושע)
7. Księga Sędziów – Szoftim (שופטים)
8. 1-2 Księgi Samuela – Szemuel (שמואל)
9. 1-2 Księgi Królów – Melachim (מלכים)
Prorocy późniejsi:
10. Księga Izajasza – Jeszajahu (ישעיה)
11. Księga Jeremiasza – Jiremijahu (ירמיה)
12. Księga Ezechiela – Jichzekel (יחזקאל)
13. Dwunastu Proroków Mniejszych – Trej Asar (תרי עשר)
Księga Ozeasza – (הושע)
Księga Joela – Yoel (יואל)
Księga Amosa – Amos (עמוס)
Księga Abdiasza – (עבדיה)
Księga Jonasza – (יונה)
Księga Micheasza – (מיכה)
Księga Nahuma – (נחום)
Księga Habakuka – (חבקוק)
Księga Sofoniasza – (צפניה])
Księga Aggeusza – (חגי)
Księga Zachariasza – (זכריה)
Księga Malachiasza – (מלאכי)
- Pisma (Hagiographa) – Ketuwim (כתובים)

14. Księga Psalmów – Tehilim (תהלים)
15. Księga Przysłów – Miszlei (משלי)
16. Księga Hioba – Ijow (איוב)
17. Pieśń nad pieśniami – Szir Haszirim (שיר השירים)
18. Księga Rut – Rut (רות)
19. Lamentacje Jeremiasza – Eika (איכה)
20. Księga Koheleta – Kohelet (קהלת)
21. Księga Estery – Ester (אסתר)
22. Księga Daniela – Daniel (דניאל)
23. Księgi Ezdrasza i Nehemiasza – Ezra wuNechemia (עזרא ונחמיה)
24. 1-2 Księgi Kronik – Diwrej Hajamim (דברי הימים)
Kanon ten był najbardziej rozpowszechniony wśród Żydów w Palestynie w I wieku n.e. Istniało jednak wiele grup, podzielonych geograficznie i doktrynalnie, które uznawały inne kanony. Saduceusze pod koniec swojego istnienia do natchnionych Pism zaliczali tylko Pięcioksiąg (innego zdania jest James VanderKam, według którego nie ma dowodu na różnicę poglądów między faryzeuszami i saduceuszami w kwestii kanoniczności poszczególnych ksiąg biblijnych). Samarytanie, których trudno uznać za Żydów w ścisłym sensie, również uznawali tylko Torę, ale wierzyli w zupełnie inne dogmaty niż Saduceusze. Sekta z Qumran oprócz ksiąg kanonu palestyńskiego oraz części ksiąg deuterokanonicznych posiadała wiele własnych pism.
W obiegu było także wiele apokryfów (np. Księga Henocha cytowana w Biblii), co do których jednak większość Żydów nie miała wątpliwości, że są nienatchnione. Istniały też księgi, na które powołuje się Stary Testament, lecz jednak nie zachowały się do czasów Chrystusa (np. Księga Wojen Jahwe, opisująca prawdopodobnie podbój ziemi Kanaan czy Księga Sprawiedliwego).
Niektóre księgi występowały w kilku wariantach z różnicami, które można podzielić na: 1) pominięcia, gdzie pewnego fragmentu tekstu brak w innych; 2) powtórzenia, gdzie niektóre wersety lub rozdziały powtarzają się, często z nieznacznymi różnicami; 3) dodatki, czyli fragmenty zawierające zupełnie nową treść. Przykładem może być Księga Jeremiasza, która występowała w formie krótszej i dłuższej (długa zawierała te same fragmenty powtórzone kilka razy, obie wersje znaleziono w grotach Qumran), lub Księga Daniela, do której grecki tłumacz dołączył kilka fragmentów niewystępujących w oryginale hebrajskim, np. hymn odśpiewany przez trzech młodzieńców po uratowaniu z pieca, lub przypowieść o Zuzannie. Hebrajska księga Daniela również zawiera powtórzenia, co świadczy o tym, że sama jest przeredagowaną wersją jeszcze wcześniejszej księgi. Trudno ustalić, która wersja danej księgi powinna być uważana za „właściwą” i natchnioną.
Na trzy części Pism powoływał się Jezus Chrystus, mówiąc o „Prawie, Prorokach i Psalmach” (Łukasza 24,44; Psalmy to pierwsza księga Pism, w tym wypadku nazwa ta najprawdopodobniej oznacza całą część). Józef Flawiusz podaje, że ten katalog Pism był uznawany przez Żydów na długo przed I wiekiem n.e. (Przeciw Apionowi, ks. I, 8 [38-40]).
Kanon hebrajski (zwany Biblią hebrajską) jest uznawany przez protestantów za pełny kanon Starego Testamentu.
Po ustaleniu kanonu hebrajskiego działalność rozpoczęli Masoreci, którzy bardzo dokładnie kopiowali księgi.

## Stary Testament u chrześcijan
Chrześcijanie bardzo długo nie podejmowali dyskusji na temat kanonu Starego Testamentu, gdyż uważali go za odziedziczony po Żydach i przez nich skompletowany. Można to domniemywać na podstawie ksiąg włączanych do tłumaczeń, a także innych zachowanych dokumentów. W V w. powstała Wulgata, przekład Starego Testamentu z hebrajskiego i greki (oraz Nowego Testamentu z greki), dokonany przez Hieronima, który za źródło przyjął hebrajskie oryginały pism, ale posiłkował się Septuagintą. Sam Hieronim odrzucał jednak księgi później nazwane deuterokanonicznymi jako część natchnionego kanonu. Różnice opinii istniały wśród wielu chrześcijańskich uczonych i duchownych aż do XVI w. Wielu teologów chrześcijańskich przedstawiało bardzo różne koncepcje kanonu, jednak do rozłamu na tym tle doszło dopiero w trakcie reformacji, kiedy ustalił się podział na kanony: katolicki, prawosławny i protestancki.
W XVI w. Marcin Luter, podobnie jak niektórzy inni katoliccy bibliści owego czasu, przyjął założenie, że kanon hebrajski jest bardziej pierwotny i odrzucił księgi w nim niewystępujące. W chrześcijaństwie rozgorzała trwająca do dziś dyskusja, które księgi powinny należeć do kanonu. Pisma (Starego i Nowego Testamentu) odrzucone przez Lutra w katolicyzmie nazwano deuterokanonicznymi, protestanci zaliczyli je do apokryfów.
Chrześcijanie tradycyjnie grupowali księgi Biblii na historyczne, dydaktyczne i prorockie, inaczej niż Żydzi. W katolicyzmie podział ten wygląda następująco:
- Historyczne
  - Pięcioksiąg Mojżesza
    - Rodzaju
    - Wyjścia
    - Kapłańska
    - Liczb
    - Powtórzonego Prawa

  - Inne księgi historyczne
    - Jozuego
    - Sędziów
    - Rut
    - Samuela (1 i 2)
    - Królów (1 i 2)
    - Kronik (1 i 2)
    - Ezdrasza i Nehemiasza (początkowo były jedną księgą)
    - Tobiasza (deuterokanoniczna)
    - Judyty (deuterokanoniczna)
    - Estery (dodatki deuterokanoniczne)
    - Machabejska (1 i 2) (deuterokanoniczne)

- Dydaktyczne
  - Hioba
  - Psalmy
  - Przysłów
  - Pieśń nad Pieśniami
  - Kaznodziei (Koheleta, Eklezjastesa)
  - Mądrości (deuterokanoniczna)
  - Mądrości Syracha (Eklezjastyk) (deuterokanoniczna)

- Prorockie
  - Prorocy więksi
    - Izajasza
    - Jeremiasza
    - Lamentacje (zbiór Jeremiasza)
    - Barucha (zbiór Jeremiasza) (deuterokanoniczna)
    - Ezechiela
    - Daniela (dodatki deuterokanoniczne)

  - Prorocy mniejsi
    - Ozeasza
    - Joela
    - Amosa
    - Abdiasza
    - Jonasza
    - Micheasza
    - Nahuma
    - Habakuka
    - Sofoniasza
    - Aggeusza
    - Zachariasza
    - Malachiasza

## Kanon Nowego Testamentu
Składa się z 27 ksiąg Nowego Testamentu uznawanych przez wszystkie wyznania chrześcijańskie.
Kanon Pism chrześcijańskich ustalony został ostatecznie w IV wieku n.e. Początkowo różne kościoły uznawały różne dodatkowe pisma za natchnione (np. Didache), które stopniowo odrzucano. Najdłuższe spory dotyczyły Apokalipsy św. Jana, którą ostatecznie włączono do kanonu. Najwcześniejszy katalog Nowego Testamentu powstał ok. 170 roku n.e. (Fragment Muratoriego). Na podstawie wypowiedzi pisarzy wczesnochrześcijańskich można stwierdzić, że powoływali się oni i uznawali za natchnione te same księgi, które uznał w 397 roku n.e. synod kartagiński.
Kanon Nowego Testamentu:
- Księgi historyczne:
  - Ewangelie:
    - Mateusza
    - Marka
    - Łukasza
    - Jana

  - Dzieje Apostolskie
- Księgi dydaktyczne – Listy Apostolskie:
  - Listy Pawła:
    - List do Rzymian (Rz)
    - 1. List do Koryntian (1 Kor)
    - 2. List do Koryntian (2 Kor)
    - List do Galatów (Ga)
    - List do Efezjan (Ef)
    - List do Filipian (Flp)
    - List do Kolosan (Kol)
    - 1. List do Tesaloniczan (1 Tes)
    - 2. List do Tesaloniczan (2 Tes)
    - 1. List do Tymoteusza (1 Tm)
    - 2. List do Tymoteusza (2 Tm)
    - List do Tytusa (Tt)
    - List do Filemona (Flm)

  - Pozostałe listy:
    - List do Hebrajczyków (Hbr) – autorstwo nieustalone[5]
    - List Jakuba (Jk)
    - 1. List Piotra (1 P)
    - 2. List Piotra (2 P)
    - 1. List Jana (1 J)
    - 2. List Jana (2 J)
    - 3. List Jana (3 J)
    - List Judy (Jud)
- Księgi prorockie:
  - Apokalipsa św. Jana (Ap)

## Stanowisko Kościołów

### Katolicyzm
Sobór trydencki w sposób ostateczny zatwierdził kanon Kościoła katolickiego składający się z 46 ksiąg Starego Testamentu (lub 47 jeśli za odrębną księgę uznać List Jeremiasza, który w wydaniach katolickich stanowi 6 rozdział Księgi Barucha) oraz 27 ksiąg Nowego Testamentu. Sobór Trydencki zamknął też wszelkie dyskusje wewnątrz Kościoła na temat ich kanoniczności 8 kwietnia 1546 roku.

### Prawosławie
Cerkiew prawosławna ma taki sam Nowy Testament jak cała reszta chrześcijaństwa, który składa się z 27 ksiąg. Jako obowiązującego tekstu Starego Testamentu używa Septuaginty, obejmującej 49 ksiąg. Niektóre z nich to tak zwane Księgi deuterokanoniczne. Księgi, o których mowa, to I (lub też III) Ezdrasza, Tobiasza, Judyty, I, II, III Machabejska, Mądrości Salomona, Mądrości Syracha (Eklezjastyk), Barucha, Modlitwa Manassesa, Psalm 151. Niektóre prawosławne wydania Pisma Świętego zawierają również IV Księgę Machabejską. Na soborach lokalnych w Jassach (1642) i w Jerozolimie (1672) zostały one uznane za „autentyczne części Pisma”, jednakże idąc za opinią Atanazego i Hieronima, większość współczesnych prawosławnych badaczy uważa, że choć są one częścią Biblii, Księgi deuterokanoniczne stoją na nieco niższym szczeblu niż pozostałe księgi Starego Testamentu.
Podstawą kanonu prawosławnego, w krajach które używają podczas nabożeństw języka cerkiewno-słowiańskiego, jest tłumaczenie Septuaginty dokonane przez Cyryla i Metodego. Na potrzeby przekładu Pisma Świętego stworzono alfabet (oparty na alfabecie greckim) zwany głagolicą.
Cerkiew Prawosławna, jako jedna z nielicznych dużych denominacji chrześcijańskich, uznaje św. Pawła za autora Listu do Hebrajczyków. Przyjmuje też nieco odmienną kolejność ksiąg niż inne denominacje, przesuwając Listy powszechne przed Listy apostoła Pawła (Ewangelie – Dzieje Apostolskie – Listy powszechne – Listy Apostoła Pawła – Apokalipsa).

### Protestantyzm
Kościoły protestanckie przyjęły hebrajski kanon Starego Testamentu, tym samym odrzucając niektóre księgi uznawane przez kościoły katolicki i prawosławny jako księgi deuterokanoniczne i zaliczają je do apokryfów. Początkowo niektórzy reformatorzy zastanawiali się nad kanonicznością niektórych ksiąg Nowego Testamentu (np. List Jakuba za sformułowanie wiara bez uczynków jest martwa), jednak żadnej z nich nigdy nie odrzucono i wszystkie Kościoły protestanckie mają identyczny kanon Nowego Testamentu, jak niemal cała reszta chrześcijaństwa.

### Restoracjonizm
Wyznania uznawane za restoracjonistyczne zazwyczaj odrzucają księgi deuterokanoniczne. Stąd np. Świadkowie Jehowy przyjęli kanon hebrajski, składający się z 39 ksiąg (na wzór kanonu hebrajskiego, co odpowiada 24 lub 22 księgom według podziału żydowskiego). Na Nowy Testament składa się 27 ksiąg.
Wśród wyznań restoracjonistycznych istnieją również liczne grupy, które dołączają do kanonu własne pisma. Na przykład święci w dniach ostatnich (mormoni) uznają za natchnioną Księgę Mormona i kilka innych pism autorstwa Josepha Smitha, stawiając je na równi z Biblią.